# 提姆·斯米澤克
提姆·斯姆澤克（英語：Tim Smyczek，1987年12月30日—）是一位美國職業網球運動員。

## 外部連結
- 官方网站
- 提姆·斯米澤克（英文/西班牙文）的官方資料
- 提姆·斯米澤克的國際網球總會 職業／青少年 官方資料（英文）
- 提姆·斯米澤克的官方資料（英文）
- 提姆·斯米澤克的Facebook專頁
- 提姆·斯米澤克的X（前Twitter）